# ベネラ14号
ベネラ14号（Venera 14、ロシア語: Венера-14）は、1981年に打上げられたソビエト連邦の金星探査機である。
ベネラ14号はベネラ13号と全く同じ構造である。ベネラ13号は1981年10月30日6時4分00秒（UTC）、14号は同年11月4日5時31分00秒（UTC）に打上げられた。両機軌道上乾質量は760 kgであった。

## 設計
それぞれのミッションは、巡航段とランダーで構成された。

### 巡航段
金星までの飛行巡航段では、衛星バスは金星をフライバイしてランダーからのデータを中継し、その後太陽周回軌道へ入る。ガンマ線分光計・紫外線単色光分光計・電子および光子分光計・ガンマ線バースト検出器・太陽風プラズマ検出器・2周波数通信装置を備え、観測を行った。

### ランダー
ランダーは加圧された密閉容器で、内部に観測機器や電子装置のほとんどを含み、環状着陸プラットフォーム上に載せられ、上部にはアンテナが設置された。設計は、以前のベネラ9号 - 12号ランダーと似たものであった。化学的性質、同位体の測定、散乱日光のスペクトルのモニター、降下中の放電の記録等を行う機器を持っていた。また、カメラシステム、X線蛍光分光計、スクリュードリル、地表のサンプラー、透過度計、地震計等も搭載された。
ランダーに搭載された実験機器は、次の通りである。
- 加速度計・衝突分析器：Bison-M
- 温度計・気圧計：ITD
- 分光計 / 指向性光度計：IOAV-2
- 紫外線高度計
- 質量分析器：MKh-6411
- 透過度計 / 土壌抵抗計：PrOP-V
- 酸化還元指示器：Kontrast
- 2色遠隔カメラ：TFZL-077
- ガスクロマトグラフィー：Sigma-2
- 無線 / マイクロフォン / 地震計：Groza-2
- 比濁計：MNV-78-2
- 比重計：VM-3R
- X線蛍光分光計（エアロゾル）BDRA-1V
- X線蛍光分光計（土壌）：Arakhis-2
- 土壌ドリル装置：GZU VB-02
- 安定発信器 / ドップラー無線機
- 小型太陽電池：MSB

## 着陸
打上げ後、4か月間の飛行を経て、ランダーがバスより分離、1982年3月5日に金星の大気に入った。大気圏突入後、高度約50 kmでパラシュートが展開し、単純な空力ブレーキシステムで減速して地上に降りた。
ベネラ14号は、13号着陸地点より南西側へ約950 km離れたフェーベ地域と呼ばれる玄武岩平原の東側近く、南緯13.25°東経310°の地点に着陸した。
ランダーはカメラで地表の写真を撮影し、バネが付いた腕で土壌圧縮率測定を開始した。水晶製カメラの窓はレンズキャップで覆われており、着陸後に外されたが、ランダーのすぐそばにおち、結局レンズキャップの圧縮率を測定することとなってしまった。
土壌サンプル組成は、X線蛍光分光計によって測定され、ソレアイト質玄武岩と似ていることが示された。
ランダーの寿命は32分間という計画であったが、気温465 ℃、気圧9.5 MPa（地球の94倍）という環境で57分間稼働した。その間、軌道上のバスを使って伝送が維持された。